# 2018년 이란현 열차 탈선 사고
이란현 열차 탈선 사고는 2018년 10월 21일 대만 동북부 이란현에서 발생한 열차 탈선 사고를 가리킨다.
이 사고로 최소 18명이 숨지고, 170명 이상이 부상을 입었다. 1991년 먀오리 시에서 발생한 탈선 사고 이후 가장 많은 인명 피해가 발생한 사고이다.
사고와 관련하여 민주진보당과 중국 국민당은 11월 지방선거 캠페인을 중단한다고 밝혔다.